# Pternohyla
Genre
Selon Amphibian Species of the World, le genre Pternohyla est synonyme de Smilisca (voir Faivovich, Haddad, Garcia, Frost, Campbell & Wheeler, 2005).

## Liste des anciennes espèces
- Pternohyla dentata Smith, 1957
- Pternohyla fodiens Boulenger, 1882